# 石垣市立新川小学校
石垣市立新川小学校（いしがきしりつ あらかわしょうがっこう）は、沖縄県石垣市（石垣島）にある市立小学校。2023年（令和5年）5月1日時点の児童数は365名。

## 沿革
- 1970年（昭和45年）
  - 4月1日 - 石垣小学校内で開校。
  - 5月24日 - 石垣小学校より新校舎への移転が完了。
- 1976年（昭和51年）3月26日 - 体育館落成。
- 1988年（昭和63年）10月17日 - 新校舎落成。
- 1997年（平成9年）3月25日 - 新設開校した真喜良小学校へ、本校から455名の児童転出。
- 2007年（平成19年）3月18日 - 体育館落成式挙行し、祝賀会開催。
- 2020年（令和2年）2月22日 - 創立50周年記念式典挙行し、祝賀会開催。

### この節の出典
- 学校沿革 - 石垣市立新川小学校ホームページ内

## 通学区域
- 新川（42～51番、54～63番、67～75番、79～95番、99～124番、152番、156～158番、435番4号～437番、438番（3号、7号、12号）、439～441番、442番（3号、4号、31～32号、53号、72号、75号、77号、83～92号、114号、119～120号、123号、125～126号）、443番～452番（1～2号、4～10号、12～14号、16号）、453～1143番、2373番（6～7号、9～10号、13～16号、18～24号）、2374～2395番、2397～2444番、2445番（1号、5号、9～10号、12号、15～16号、18～22号、24～29号、32～38号）
- 美崎町（全域）
- 新栄町（全域）
- 浜崎町（全域）[2]

## 学校周辺
- 石垣市立あらかわこども園 - 同一敷地内
- 新川保育園
  - このほか、上述以外の幼稚園・保育園なども点在する。
- 石垣漁港
- 新栄郵便局
- 長崎御嶽神社
- 石垣市立石垣中学校 - 主な進学先